# Mahdi (virus)
Mahdi est le nom d'un virus informatique découvert en 2012 apparemment inspiré de Flame.